# Manuel Ponce
Manuel Maria Ponce (Fresnillo, Zacatecas, 8 de desembre de 1882 - Ciutat de Mèxic, 24 d'abril de 1948), va ser un pianista i compositor mexicà.
Va estudiar piano a Mèxic i després va perfeccionar-se el 1903 a Roma i Berlín fins a l'any 1908. La seua visió compositiva està lligada a l'escola clàssica. No va intentar ser un innovador; algunes de les seues obres semblen apuntar a la recerca de la melodia fina i gentil del belcanto, només acompanyada d'harmonies simples (tot i que en algunes peces com la Sonata núm. 3 o "Tema variat i final" per a guitarra, Ponce va a la recerca d'un teixit harmònic robust i d'un bastiment polifònic basat en l'escriptura per a tres o quatre veus). Fins i tot en la forma, va preferir l'extensió clàssica a la breve o ornada forma romàntica.
Va escriure un gran nombre d'obres per al guitarrista Andrés Segovia (que li va donar el seu suport). La seua obra guitarrística constitueix una de les més importats de la literatura per a aquest instrument de tots els temps.
El seu concert per a guitarra, estrenat el 1912 a Mèxic, va constituir un escàndol pel seu intens nacionalisme contra corrent, exactament com passaria anys després amb Villa-Lobos a Brasil.

## Obres
- Estrellita 1914
- Sonata Mexicana 1923
- Allegretto quasi una sonata 1923 dedicat a Segovia
- Tema variat i finale 1926
- Sonata III 1927
- Sonatina Meridional
- Sonata Romàntica 1928 homenatge a Schubert
- 24 preludis 1929
- Sonata Clàssica 1930 homenatge a Ferran Sors
- Concert del sud 1941
- Variacions sobre un tema d'Antonio de Cabezón
- Variacions sobre La folía de España y fuga
- Seis perludios cortos
- Tres peces
- Vals
- Zvinates
- Alborada
- Estudi